# أوتو شيرزر
أوتو شيرزر (بالألمانية: Otto Scherzer)‏ (9 مارس 1909 – 15 نوفمبر 1982) عالمًا فيزيائيًا نظريًا ألمانيًا أسهم في المجهر الإلكتروني.

## التعليم
درس الفيزياء في جامعة ميونخ التقنية  وجامعة لودفيج ماكسيميليانز في ميونيخ (LMU) من 1927 إلى 1931. حصل على الدكتوراه في عام 1931. كانت أطروحته عن النظرية الكمومية لأشعة انكباح.   من 1932-1933  أكمل التأهيل في عام 1934، وبعد ذلك أصبح Privatdozent في LMU ومساعد Sommerfeld.  

## جوائز
- 1983 – جمعية المجهري الأمريكية، جائزة العالم المتميز، العلوم الفيزيائية [7]